# Tino (Grecia)
Tino (in greco Τήνος?, Tinos) è un'isola del Mar Mediterraneo appartenente all'arcipelago greco delle Cicladi vicino alle isole Andro, Delo e Micono. Dal punto di vista amministrativo è un'unità periferica nella periferia dell'Egeo Meridionale costituita unicamente dal comune omonimo con una popolazione di 8 636 abitanti al censimento 2011.

## Storia
Dopo la caduta di Costantinopoli nel corso della IV crociata, Tino, con Xia, Micono, Sciro, Sciato, Scopelo, Amorgo e Serfanto divenne possesso della famiglia veneziana dei Ghisi, quale feudo dell'imperatore latino di Costantinopoli.
Nel 1390 la Repubblica di Venezia se ne impadronì e da allora ne tenne il possesso fino al 1715, facendone un'importante base militare.
Sotto il governo veneto, l'isola era sede di un rettore con titolo di Provveditore, che governava nel rispetto degli ordinamenti dati a suo tempo dai Ghisi. Alle sue dipendenze era un castellano, il quale aveva il comando della fortezza e del presidio militare, il quale era coadiuvato per la difesa dell'isola da una milizia locale. La nobiltà era costituita dai discendenti dei 69 feudatari che si erano divisi tutte le terre ai tempi dell'inizio del dominio veneto, con l'impegno di prestare servizio armato agli ordini del Provveditore in caso di pericolo. Nel 1640 la popolazione assommava a 9 000 abitanti, per i 3/4 cattolici.
L'isola è famosa per il fatto di ospitare il santuario panellenico della Vergine Maria "Evangelistria" (Annunciata) o "Megalochari" (colei che concede grandi grazie). Il ritrovamento dell'icona venerata, raffigurante appunto l'Annunciazione, avvenne il 30 gennaio 1823 e fu considerato miracoloso. Questo fatto ebbe anche un'importanza nella guerra di liberazione della Grecia dal dominio turco. La presenza del santuario fa di Tino una delle più frequentate mete di pellegrinaggio in Grecia.

### Atto di pirateria del 15 agosto 1940
Il 15 agosto 1940, quindi più di due mesi prima della dichiarazione di guerra alla Grecia, in quel momento paese neutrale, alle ore 8.30, nella rada di Tino avvenne un grave atto di pirateria da parte italiana: il sommergibile italiano Delfino lanciò tre siluri. Il primo, diretto contro un vecchio incrociatore greco, l'Elli, inviato nell'isola per la festa della Vergine, lo fece saltare in aria, mentre gli altri due, indirizzati verso le navi passeggeri M/V Elsi e M/V Hesperos, colpirono il molo del porticciolo. Sull'incrociatore morirono 9 sottufficiali e marinai, mentre 24 rimasero feriti, mentre tra la folla presente si verificarono scene di panico che provocarono un morto e 29 feriti. Il luogo e le circostanze fecero apparire l'atto oltre che provocatorio anche sacrilego. Solo nel dopoguerra l'azione bellica venne fatta risalire al comandante del sommergibile italiano Delfino (vedi anche Sommergibile Delfino). L'episodio ebbe ripercussioni molto negative nei rapporti fra Italia e Grecia, tanto che a guerra finita la Grecia ottenne tra le riparazioni di guerra la cessione del moderno incrociatore leggero italiano Eugenio di Savoia, che venne ribattezzato Elli. In una serie filatelica greca del 1948 dedicata alle vicende belliche uno dei valori ricorda l'evento.

## Amministrazione
A seguito della riforma amministrativa detta Programma Callicrate in vigore dal gennaio 2011 che ha abolito le prefetture e accorpato numerosi comuni, Tino comprende i seguenti ex comuni e comunità autonome:
| Comune     | Codice YPES | Sede   | CAP    | Prefisso tel ((0)30-) |
| ---------- | ----------- | ------ | ------ | --------------------- |
| Exomvourgo | -           | Xinára | 842 00 | 22850-                |
| Tinos      | -           | Tinos  | 842 00 | 22830-                |

| Comunità | Codice YPES | Sede     | CAP    | Prefisso tel ((0)30-) |
| -------- | ----------- | -------- | ------ | --------------------- |
| Panormos | -           | Panormos | 842 01 | 22830-                |